# 阿爾達諾沃
48°19′57″N 22°57′5″E / 48.33250°N 22.95139°E
阿爾達諾沃（烏克蘭語：Арданово）是烏克蘭西部的村莊，隸屬外喀爾巴阡州的胡斯特區。該村始建於1448年，面積2.73平方公里，海拔高度232米，2001年人口1,615，人口密度每平方公里590.93人。